# He Jiankui
He Jiankui (chinês simplificado: 贺建奎; nascido em 1984) é um cientista chinês, que trabalhou na SUSTech, em Shenzhen, China até janeiro de 2019. O cientista foi desligado após um inquérito conduzido pelas autoridades chinesas que questionaram a legalidade dos procedimentos utilizados em sua pesquisa, que culminaram com o seu desligamento da Universidade.
He Jiankui ficou conhecido em novembro de 2018, após ter anunciado que teria criado os primeiros humanos geneticamente modificados utilizando a técnica do CRISPR/Cas, causando questões sobre a ética de suas ações.
Em 2019, o Tribunal Popular de Shenzhen do distrito de Nanshan condenou He Jiankui a três anos de prisão e multou-lhe 3 milhões de yuans (R$1.728.450,00) por violar a proibição do governo de usar tecnologias de edição de genes para criar seres humanos "…em busca da fama e ganho pessoal", resultando em "perturbação da ordem médica". He Jiankui foi libertado da prisão em 2022.

## Pesquisa
He Jiankui foi um pesquisador pela universidade chinesa SUSTech, mas ele estava sob licença não remunerada desde fevereiro de 2018. Jiankui pesquisava sobre CRISPR/Cas na universidade. Em novembro de 2018, Jiankui revelou que havia editado o gene CCR5 em dois embriões humanos, com o objetivo de que os bebês não expressassem um receptor para o vírus HIV. As garotas, que o cientista chamou de "Lulu" e "Nana", nasceram poucas semanas antes do anúncio do cientista. A pesquisa foi duramente criticada, sendo considerado um experimento perigoso e prematuro por parte de Jiankui. No dia 29 de novembro, as autoridades chinesas suspenderam todas as atividades de pesquisa de Jiankui, afirmando que suas pesquisas violavam leis chinesas. Uma pesquisa de 2019 mostra que a mesma alteração introduzida no DNA das meninas, a exclusão de um gene chamado CCR5, não apenas torna ratos mais inteligentes, mas também melhora a recuperação do cérebro humano após um derrame e pode estar ligado a um maior sucesso escolar
As investigações conduzidas pelas autoridades chinesas concluíram que "ele deliberadamente evitou a supervisão" de seus estudos, ao reunir uma equipe para prosseguir com sua pesquisa e buscar financiamentos privados, com o objetivo de obter "fama e lucro", conforme informação da agência de notícia chinesa. O relatório ainda afirma que ele forjou publicações da revisão ética do seu trabalho, com o intuito de atrair voluntários para o procedimento e que a segurança dos voluntários teria sido negligenciada, por parte do pesquisador. Por decreto, a China proíbe a edição genética de bebês.
No dia 21 de janeiro de 2019, após a conclusão das investigações, a Universidade publicou um comunicado em seu site informando a demissão do cientista "A SUSTech rescindiu o contrato do Dr. Jiankui He e encerrou todas as suas aulas e pesquisas na universidade", dizia o comunicado. O experimento desencadeou uma controvérsia internacional e a comunidade científica mundial o rejeitou. O escândalo custou-lhe a sua posição na universidade e a liderança de uma empresa de biotecnologia que ele fundou. Comentários rotularam He como um "ladino", "Frankenstein da China" e "estupendamente imoral".

## Lulu e Nana
No dia 10 de junho de 2017, dois casais vieram para a Universidade de Ciência e Tecnologia do Sul (SUSTech) para discutir se eles iriam participar de um experimento médico que nenhum pesquisador jamais ousou realizar. Os casais chineses, que estavam tendo problemas de fertilidade, reuniram-se em torno de uma mesa de conferência para se encontrar com He Jiankui. Ele e seu pós-doutorado orientaram os casais através de formulários de consentimento de tratamento que descreviam o que muitos especialistas em ética e cientistas consideram uma proposta muito mais assustadora.
Em novembro de 2018, Jiankui revelou que havia editado o gene CCR5 em dois embriões humanos, com o objetivo de que os bebês não expressassem um receptor para o vírus HIV. As garotas, que o cientista chamou de "Lulu" e "Nana", nasceram poucas semanas antes do anúncio do cientista. A pesquisa foi duramente criticada, sendo considerado um experimento perigoso e prematuro por parte de Jiankui. No dia 29 de novembro, as autoridades chinesas suspenderam todas as atividades de pesquisa de Jiankui, afirmando que suas pesquisas violavam leis chinesas.
Por decreto, a China proíbe a edição genética de bebês. No dia 21 de janeiro de 2019, após a conclusão das investigações, a Universidade publicou um comunicado em seu site informando a demissão do cientista "A SUSTech rescindiu o contrato do Dr. Jiankui He e encerrou todas as suas aulas e pesquisas na universidade", dizia o comunicado. A Rússia também anunciou a intenção de editar genes em embriões humanos para desabilitar o gene CCR5.